# Штеффенберг
Штеффенберг (нім. Steffenberg) — громада в Німеччині, знаходиться в землі Гессен. Підпорядковується адміністративному округу Гіссен. Входить до складу району Марбург-Біденкопф.

## Географія
Площа — 24,32 км2. Населення становить 3945 ос. (станом на 31 грудня 2020).

## Адміністративний поділ
Громада складається з наступних шести центрів:
1. Нідерайзенхаузен (нім. Niedereisenhausen) — найбільший район Штеффенберга і водночас політичний та економічний центр громади.
2. Оберхьорлен (нім. Oberhörlen)
3. Квоцгаузен (нім. Quotshausen)
4. Штайнперф (нім. Steinperf)
5. Оберейзенхаузен (нім. Obereisenhausen, діалектично Uwweraisehause)

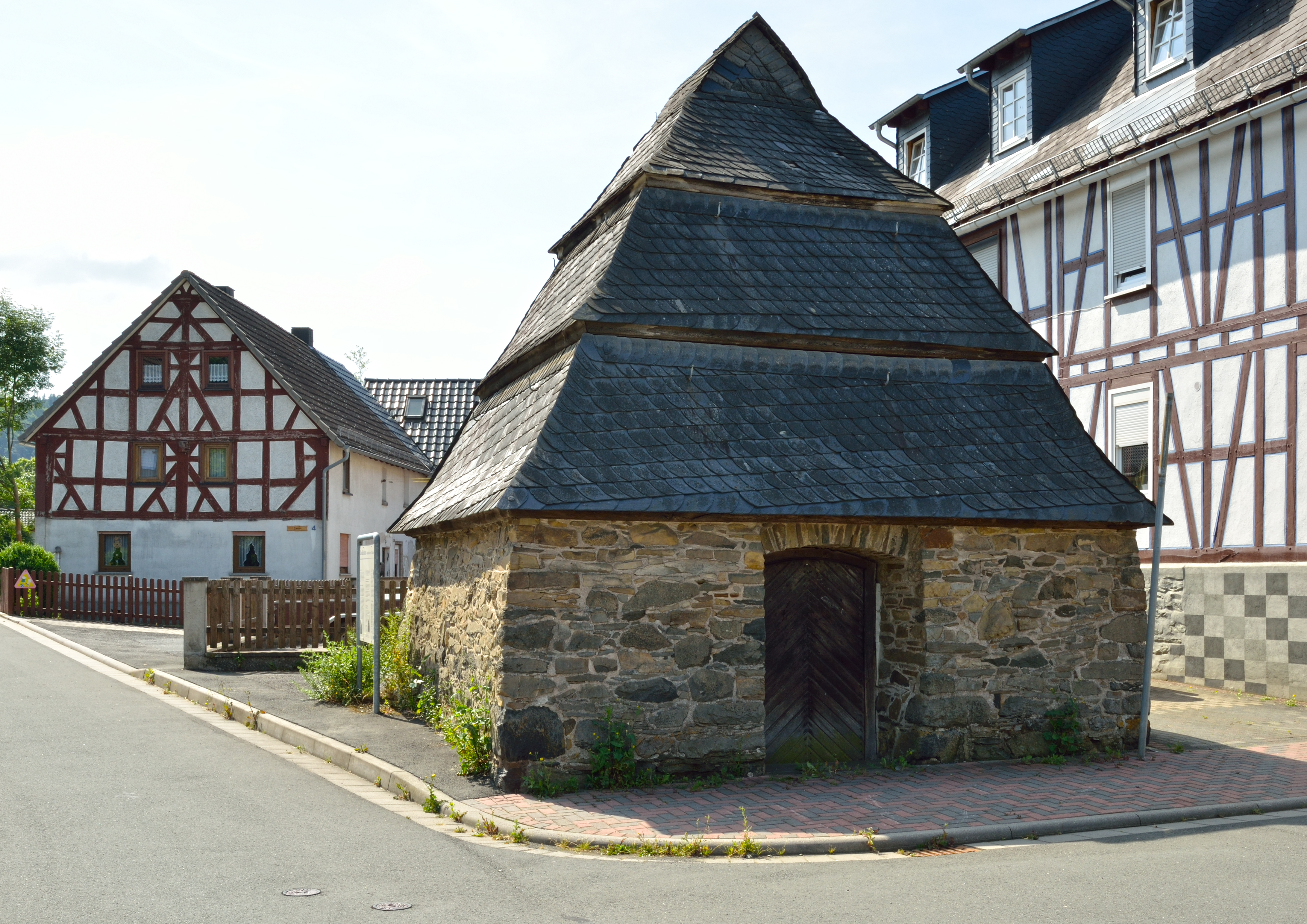
Пекарня в Нідерайзенхаузені

6. Нидерхьорлен (нім. Niederhörlen)